# Glosholmen, Salo
Glosholmen är en ö i Finland. Den ligger i Skärgårdshavet och i kommunen Salo i den ekonomiska regionen  Salo i landskapet Egentliga Finland, i den sydvästra delen av landet. Ön ligger omkring 54 kilometer sydöst om Åbo och omkring 120 kilometer väster om Helsingfors.
Öns area är 5 hektar och dess största längd är 440 meter i nord-sydlig riktning. Ön höjer sig omkring 15 meter över havsytan. Glosholmen ligger i före detta Finby kommun, bredvid öarna Ramsö och Grytholmen.